# Луций Антисций (трибун 58 пр.н.е.)
Луций Антисций (на латински: Lucius Antistius) e политик на Римската република през края на 1 век пр.н.е. Произлиза от фамилията Антисции.
През 58 пр.н.е. (евентуално 56 пр.н.е) той е народен трибун. Стреми се безуспешно да даде Юлий Цезар на съд.